# 医院前街礼拜堂
医院前街礼拜堂原名真理堂，是中国河南省开封市的一座教堂，由加拿大圣公会创建于1931年，位于开封南关医院前街，可容纳500人，与三一座堂为该教派在开封设立的两个牧区之一。1958年关闭。1983年恢复礼拜。该堂是开封市现存最古老的新教教堂，已不能容纳目前的1500名信徒。